# Groupe Carrefour
Groupe Carrefour (wym. francuska /kaʁfuʁ/, wym. polska /karˈfur/) – francuska spółka akcyjna, posiadająca sieć hipermarketów i supermarketów, powstała we Francji w 1960 roku. Pierwszy supermarket należący do rodzin Marcela Fourniera i Louisa Defforeya otwarto w Annecy we Francji w 1960 roku. Został wybudowany przy skrzyżowaniu 5 ulic i stąd nazwa Carrefour – co oznacza w języku francuskim „skrzyżowanie”.
Groupe Carrefour prowadzi swoją działalność w 34 krajach na 4 kontynentach, między innymi w: Belgii, Hiszpanii, Włoszech, Portugalii, Polsce, Turcji, Tajwanie, Rumunii, Chinach, Brazylii, Argentynie, Meksyku.

## Struktura
Carrefour poza hipermarketami i supermarketami prowadzi również stacje benzynowe. W skład grupy Carrefour wchodzą:
- hipermarkety Carrefour
- sklepy Carrefour Market,
- supermarkety Champion – od 2008 roku przemianowane na Carrefour Express, a we Francji na Carrefour Market[7]
- minimarkety Globi – małe sklepy osiedlowe o powierzchni od 50 m²[8]
- sklepy Carrefour 5 minut o powierzchni 80–500 m²[9]
- sklepy franczyzowe Carrefour Express (zielone logo) i (pomarańczowe logo)[10]
- hipermarkety Hypernova – od 2007 roku przemianowane na Carrefour po przejęciu majątku Ahold Polska[11]
- supermarkety Albert – od 2007 roku przemianowane na Carrefour i Carrefour Express[12][13],
- sklepy Carrefour Market od 2010 przemianowane z Carrefour Express[14]
- sieć Rast – 10 sklepów samoobsługowych działających na terenie Olsztyna w 2013 włączonych do Carrefour (działają pod nazwą Rast)

## Kalendarium
- 1959 – założenie firmy Carrefour przez rodziny Fournier, Badin and Defforey[15] we Francji
- 1960 – otwarcie pierwszego supermarketu dyskontowego firmy w Annecy[15]
- 1961 – założenie firmy Promodès
- 1962 – pierwszy supermarket
- 1963 – pierwszy hipermarket
- 1963 – pierwsza hurtownia typu cash & carry
- 1964 – pierwszy Champion
- 1969 – pierwszy sklep poza granicami Francji – w Belgii
- 1970 – wprowadzenie akcji Carrefour na giełdę
- 1976 – wprowadzenie „Produktów Carrefour”
- 1981 – wprowadzenie „Karty Carrefour”
- 1997 – pierwszy sklep w Polsce – w Łodzi (listopad 1997[16])
- 1998 – przejęcie firmy Comptoirs Modernes
- 1998 – pierwsze sklepy w Chile, Kolumbii i Indonezji
- 1999 – fuzja Carrefour z Promodès[17]
- 1999 – przejęcie supermarketów Champion
- 2006 – przejęcie w całości majątku Ahold Polska[18]

## Carrefour na świecie
Istnieje
     Zawieszona działalność
     Zlikwidowana

Sieć Carrefour na świecie
Istnieje
Zawieszona działalność
Zlikwidowana

Na koniec 2013 roku Carrefour posiadał 10 105 sklepów na całym świecie, w tym 1421 hipermarketów, 2917 supermarketów i 5593 sklepów dyskontowych.
Przychody grupy w tym samym roku wyniosły blisko 74,9 mld euro, na co złożyła się suma sprzedaży z następujących regionów:
- Francja – 47%
- reszta Europy – 26%
- Ameryka Łacińska – 18%
- Azja – 9%

### Carrefour w Polsce

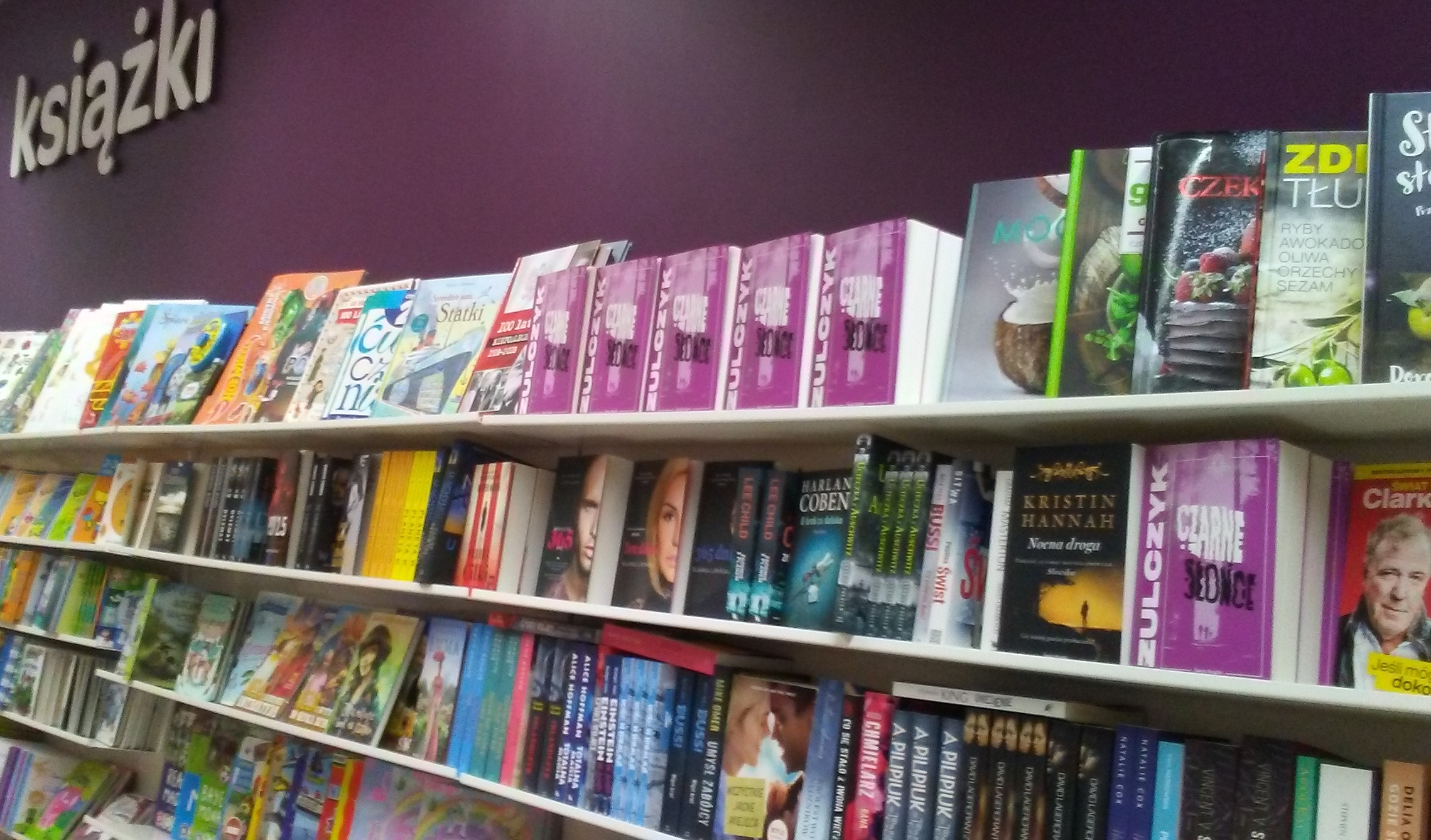
Dział książki w Carrefour

Carrefour Polska jest jedną z największych sieci handlowych działających w Polsce. Przychody polskiej grupy za ten sam okres wyniosły 1,677 mld euro.
Carrefour posiada w Polsce sklepy w pięciu formatach handlowych (dane na 2014 rok):
- Carrefour (czerwone i niebieskie logo) – duże hipermarkety, zlokalizowane najczęściej w galeriach handlowych oferujące pełny zakres produktów i usług
- Carrefour Market (czerwone logo) – supermarket miejski lub osiedlowy o powierzchni nieprzekraczającej 2000 m².
- Carrefour Express (zielone logo) – osiedlowe sklepy franczyzowe o powierzchni od 100 do 500 m².
- Carrefour Express (pomarańczowe logo) – sklepy typu convenience o małej powierzchni.
- Globi – sklepy znajdujące się na wsiach i miastach, o powierzchni od 50 m²[10]
- dyskonty Supeco – 10 sklepów na terenie Polski o powierzchni ok. 1500 m² (niektóre powstały z remodelingu bądź rebrandingu istniejących supermarketów Carrefour)[20]

| Rok  | Przychód (mld. zł) | Dochód (mln zł) | CIT (mln zł) |
| ---- | ------------------ | --------------- | ------------ |
| 2016 | 8,3                | 14              | 2,2          |
| 2015 | 8                  | b.d.            | b.d          |
| 2014 | 8,1                | 17              | 3,2          |
| 2013 | 8,2                | 58              | 11           |
| 2012 | 8,9                | 57              | 11           |

## Kerfuś

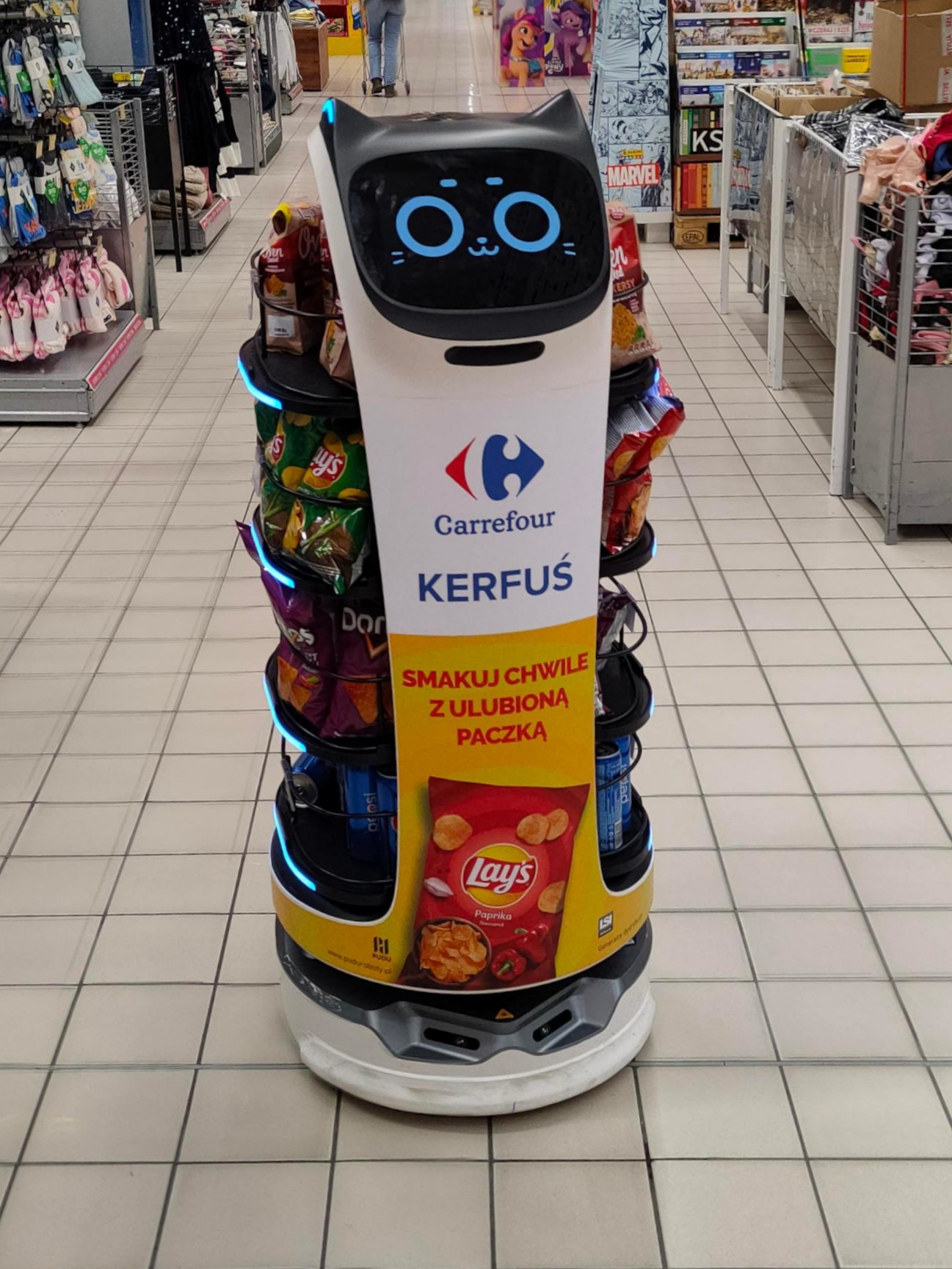
Kerfuś

We wrześniu 2022 roku do dwóch polskich sklepów sieci Carrefour zlokalizowanych w centrach handlowych Westfield Arkadia oraz Galeria Wileńska w Warszawie trafiły dwa samojezdne roboty o nazwie Kerfuś, mające na celu promocję sprzedaży produktów firmy PepsiCo. Roboty są produkcji Pudu Robotics i są sprzedawane jako model BellaBot. W Polsce roboty są dystrybuowane przez LSI Software. Zostały wdrożone jako wynik współpracy firm Carrefour i PepsiCo. Robot ma ekran z animowaną kocią twarzą i można z nim wchodzić w interakcje. Kerfuś stał się obiektem zainteresowania ze strony internautów, zostając bohaterem memów i obrazków erotycznych; znalazł się także w grze typu indie stworzonej przez rosyjskiego(?) dewelopera. Na fali popularności Kerfusia w grudniu 2022 powstawała limitowana kolekcja ubrań z jego wizerunkiem, które były sprzedawane w wybranych sklepach Carrefour. Hanna Rudzka-Jętczak podkładała głos Kerfusiowi.
Kerfuś pojawił się tymczasowo także w innych miastach: Bolesławcu, Częstochowie, Bełchatowie, Ciechanowie, Dębicy, Gdańsku, Gorzowie Wielkopolskim, Inowrocławiu, Kaliszu, Krośnie, Łodzi, Mińsku Mazowieckim, Mławie, Olsztynie, Ostrowcu Świętokrzyskim, Gliwicach, Poznaniu, Puławach, Tarnowie, Toruniu, Pabianicach, Wrocławiu oraz Radomiu.

## Galeria

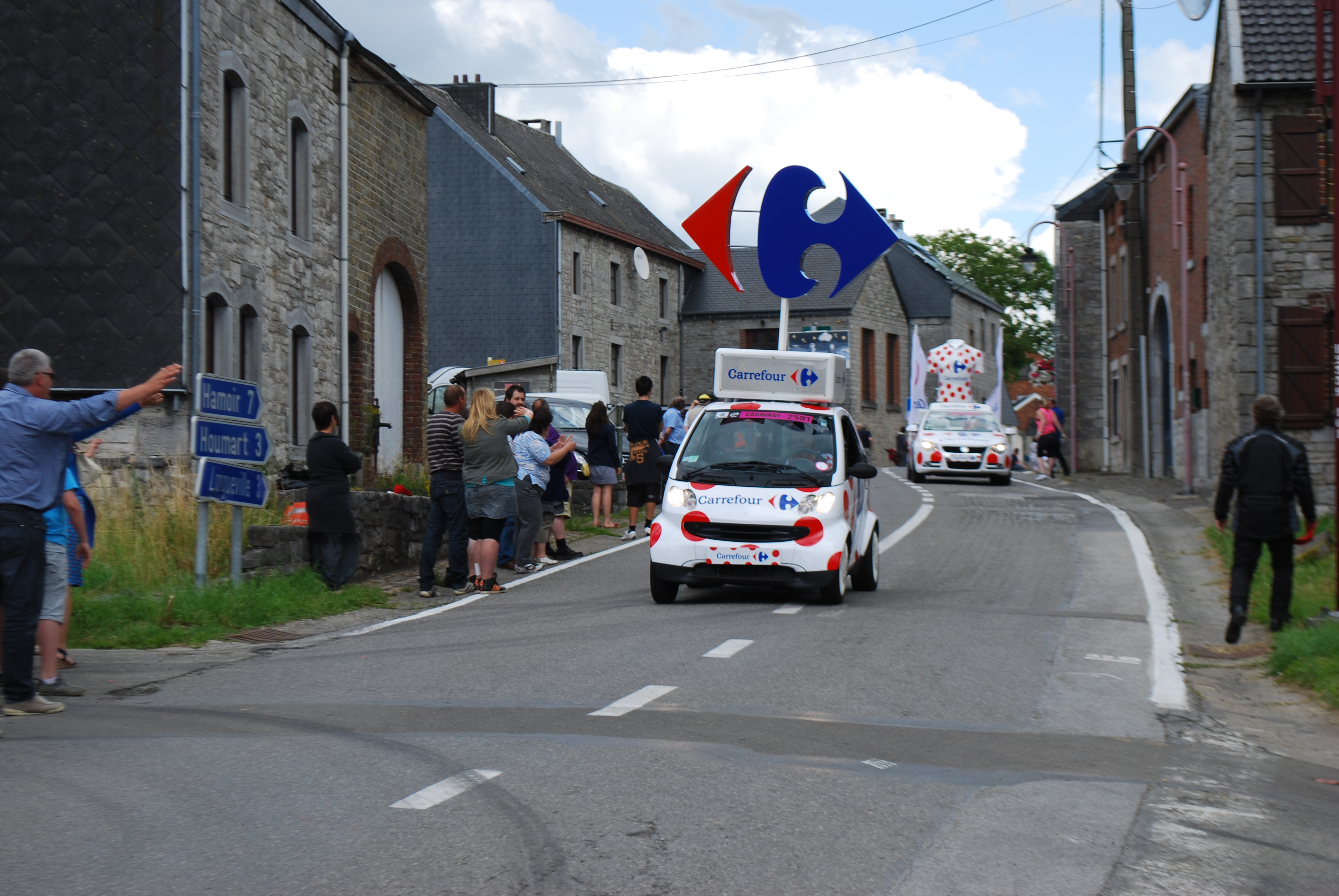
Pojazdy reklamujące Carrefoura podczas Tour de France
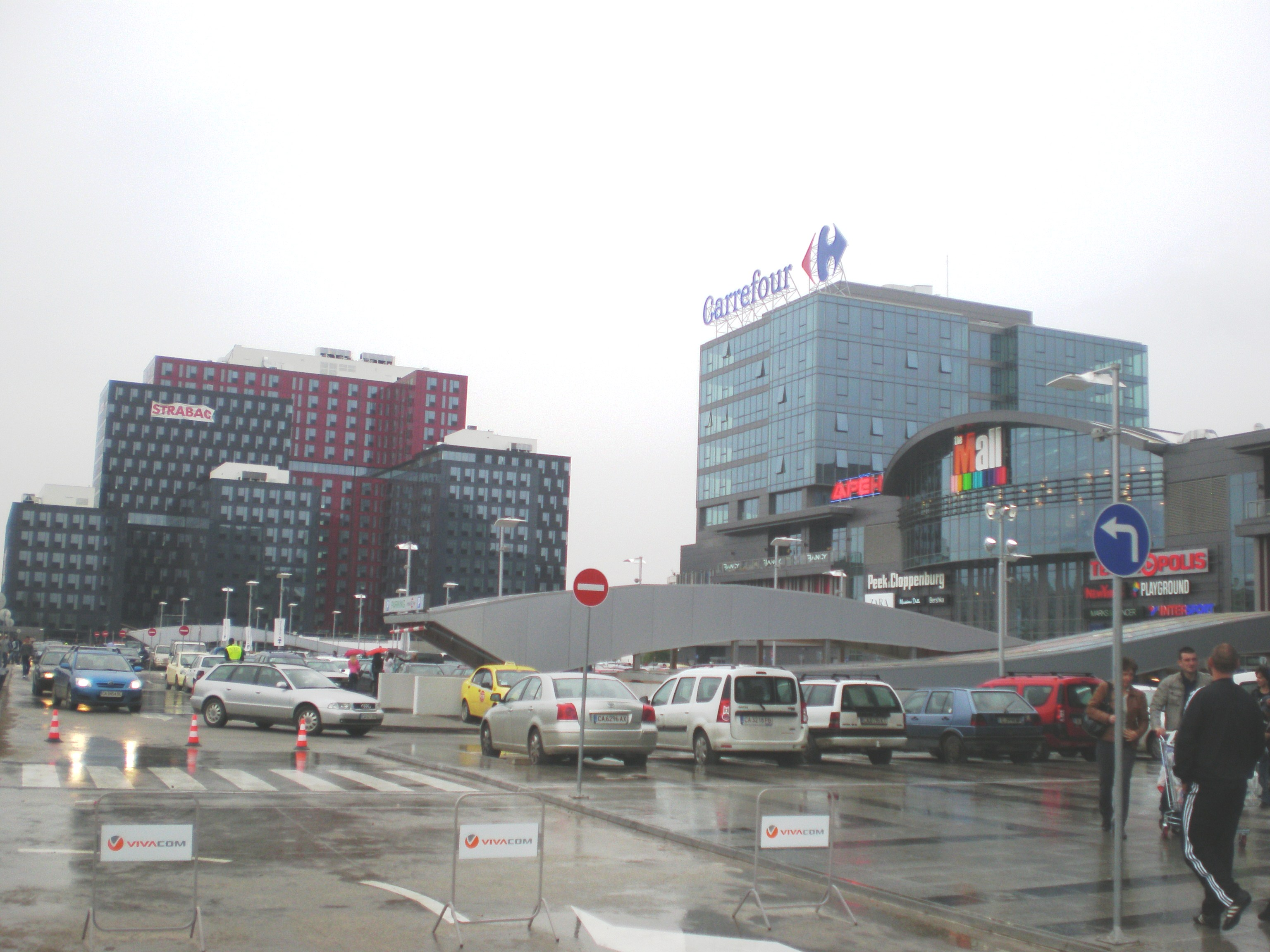
Carrefour w Sofii
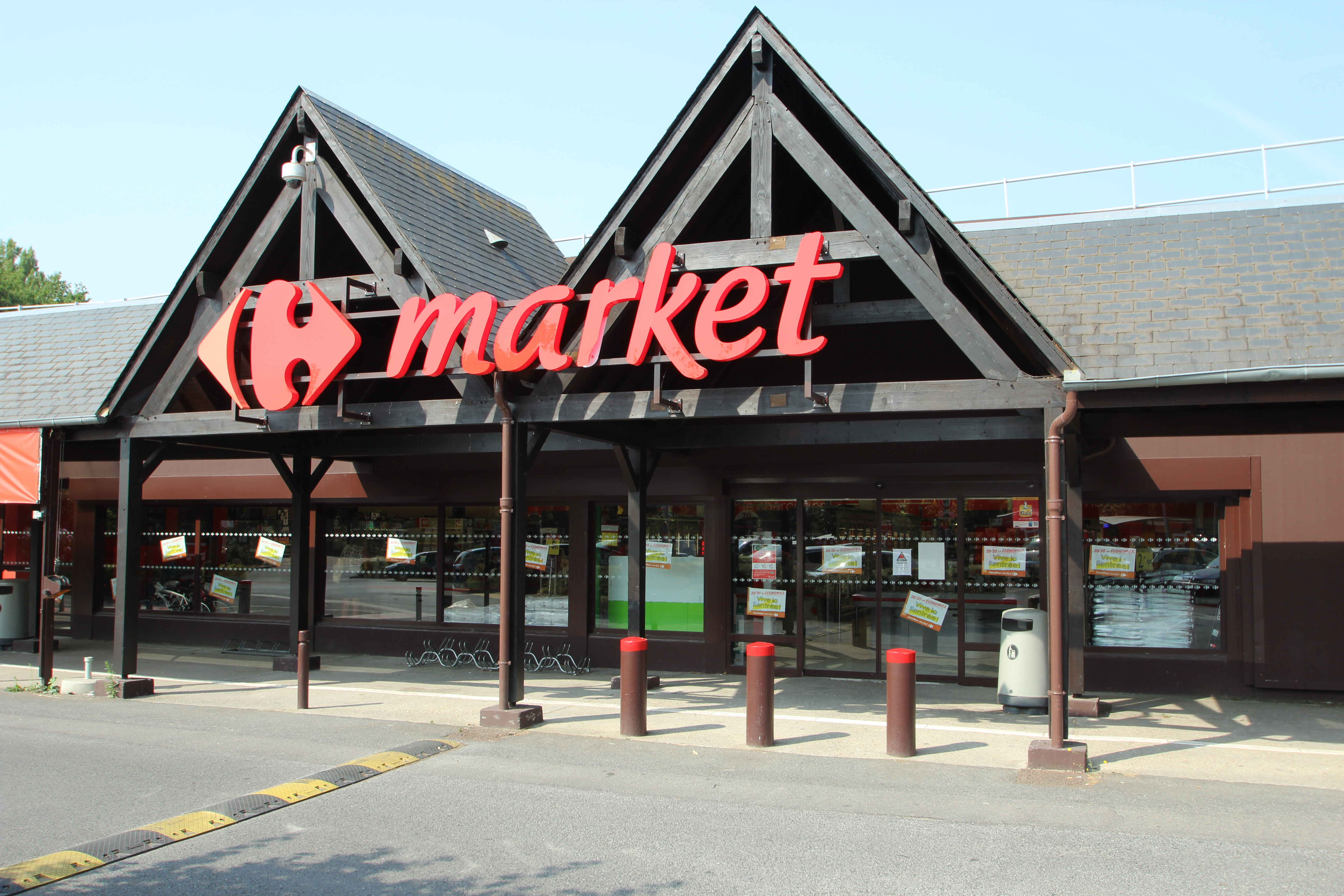
Carrefour Market w Gometz-la-Ville
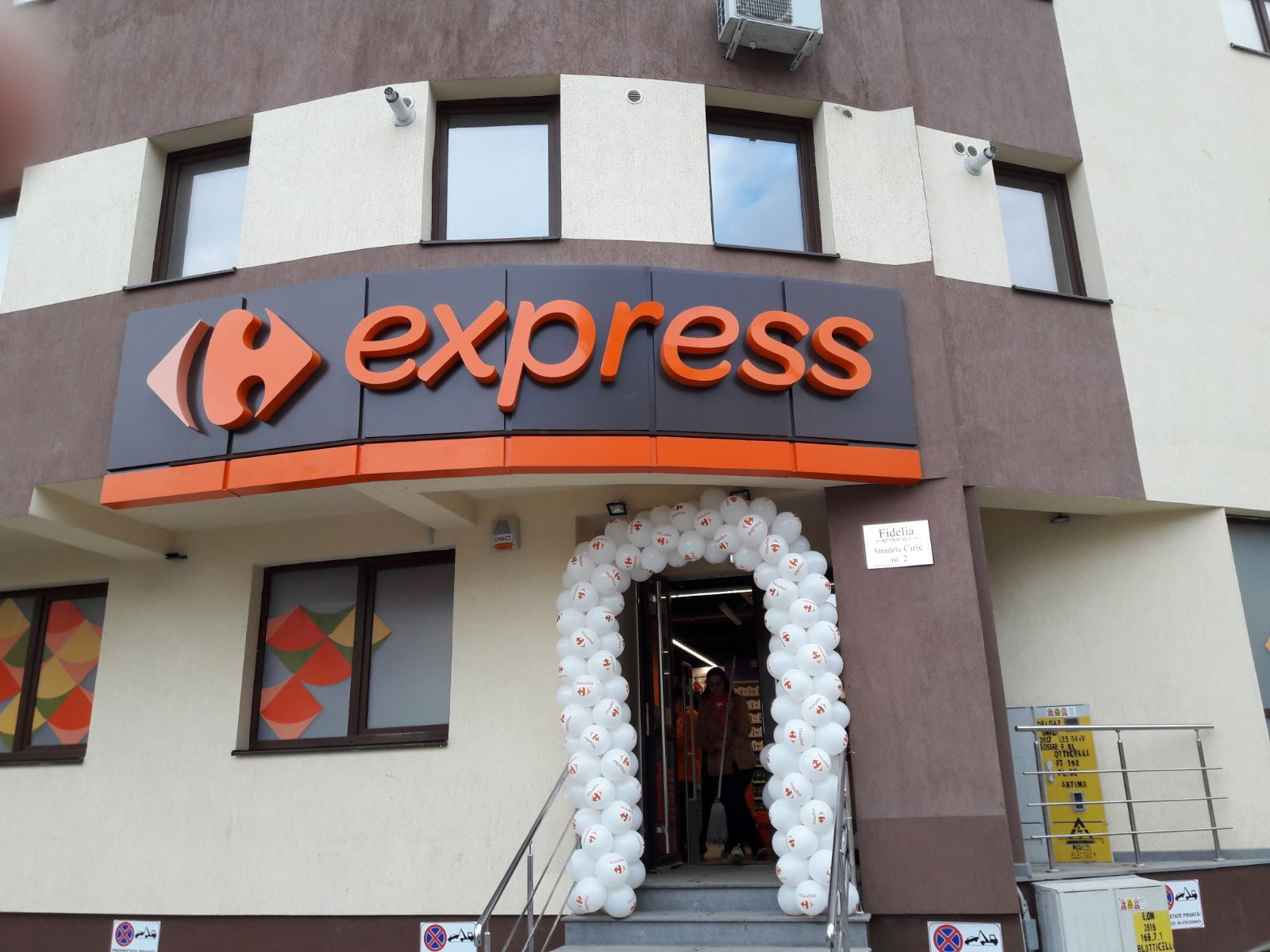
Carrefour Express w Tătărași
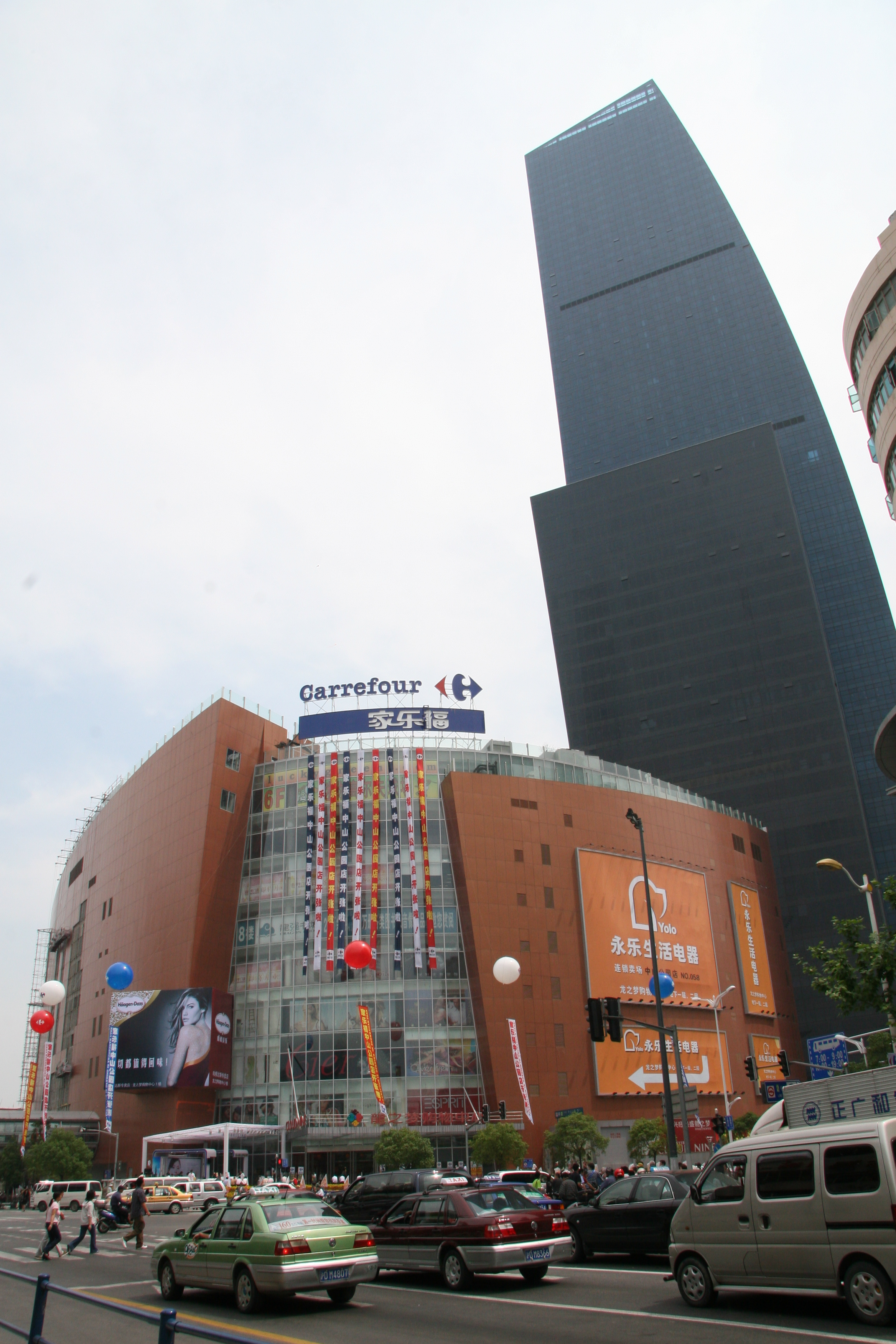
Hipermarket Carrefour w Szanghaju
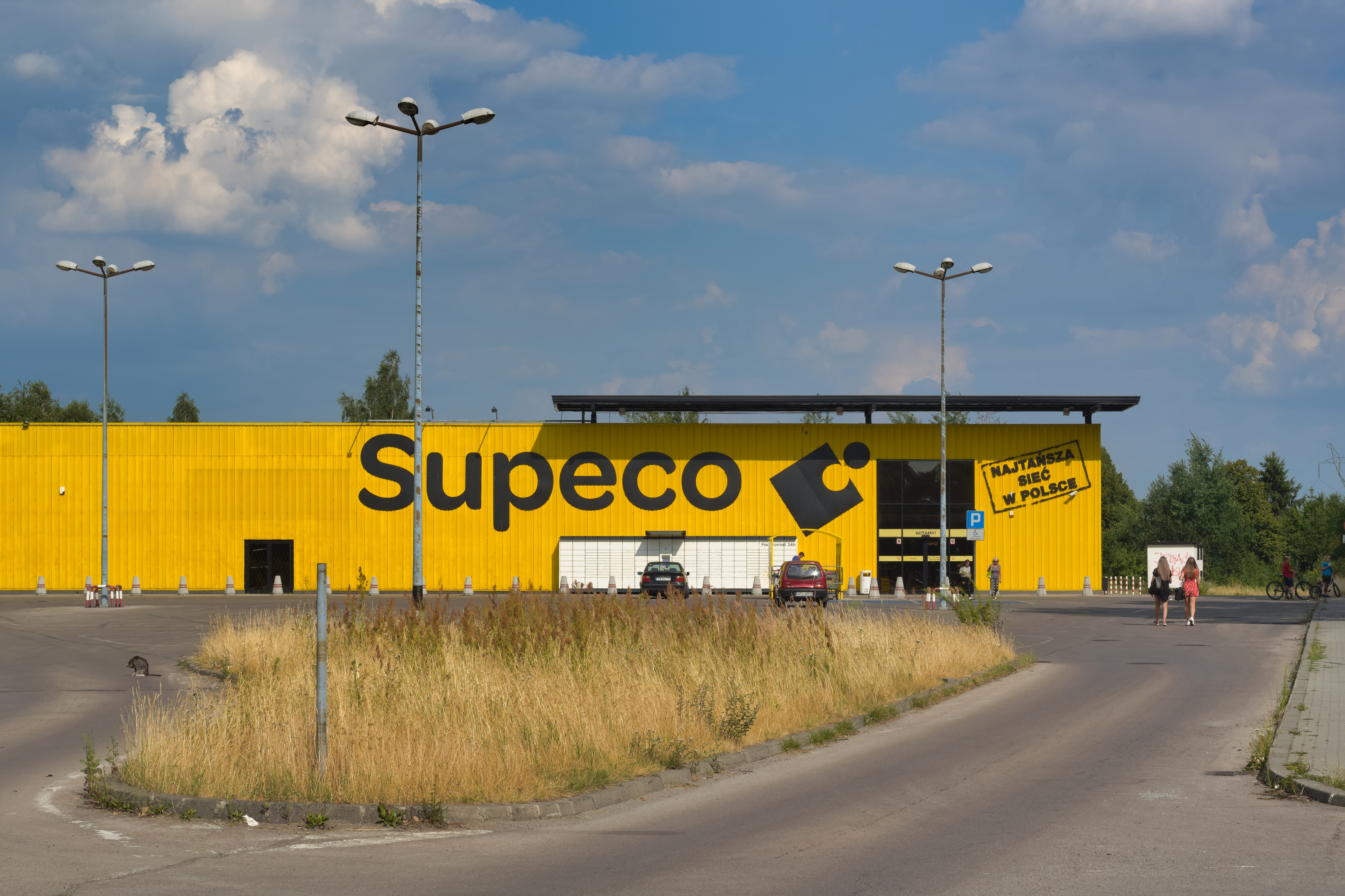
Market Supeco w Piekarach Śląskich (2019)